# UFC 91
UFC 91: Couture vs. Lesnar（ユーエフシー・ナインティワン：クートゥア・ヴァーサス・レスナー）は、アメリカ合衆国の総合格闘技団体「UFC」の大会の一つ。2008年11月15日、ネバダ州ラスベガスのMGMグランド・ガーデン・アリーナで開催された。

## 大会概要
メインイベントでは45歳となった世界ヘビー級王者ランディ・クートゥアがUFC 74以来1年3か月振りの復帰を果たし、キャリア3戦のブロック・レスナーとタイトルマッチを行った。試合はレスナーが2ラウンドTKOで勝利し、第14代ヘビー級王座に就いた。またセミファイナルではケニー・フロリアンがジョー・スティーブンソンに一本勝ちし、タイトルマッチへ一歩駒を進めた。
ニック・カトーネとの対戦が予定されていたアミール・サダローは脚の感染症のため欠場し、代役も見つからないためカトーネも欠場した。また怪我によりマット・リドルが負傷欠場し、ライアン・トーマスの対戦相手がマット・ブラウンに変更となった。

## 試合結果

### プレリミナリィカード
第1試合 ウェルター級 5分3R
○  マット・ブラウン vs.  ライアン・トーマス ×
2R 0:57 腕ひしぎ十字固め
第2試合 ライト級 5分3R
○  マーク・ボーチェック vs.  アルヴィン・ロビンソン ×
3R 3:16 チョークスリーパー
第3試合 ライト級 5分3R
○  ジェレミー・スティーブンス vs.  ハファエル・ドス・アンジョス ×
3R 0:39 KO（右アッパー→パウンド）
第4試合 ライト級 5分3R
○  アーロン・ライリー vs.  ジョルジ・グージェウ ×
3R終了 判定3-0（29-28、29-28、29-28）

### メインカード
第5試合 ミドル級 5分3R
○  デミアン・マイア vs.  ネイサン・クォーリー ×
1R 2:13 チョークスリーパー
第6試合 ヘビー級 5分3R
○  ガブリエル・ゴンザーガ vs.  ジョシュ・ヘンドリックス ×
1R 1:01 KO（右ストレート→パウンド）
第7試合 ウェルター級 5分3R
○  ダスティン・ヘイズレット vs.  タムダン・マクローリー ×
1R 3:59 リバースアームバー
第8試合 ライト級 5分3R
○  ケニー・フロリアン vs.  ジョー・スティーブンソン ×
1R 4:03 チョークスリーパー
第9試合 UFC世界ヘビー級タイトルマッチ 5分5R
○  ブロック・レスナー vs.  ランディ・クートゥア ×
2R 3:07 TKO（レフェリーストップ：パウンド）
※レスナーが王座獲得に成功。

### 各賞
ファイト・オブ・ザ・ナイト： アーロン・ライリー vs. ジョルジ・グージェウ
ノックアウト・オブ・ザ・ナイト： ジェレミー・スティーブンス
サブミッション・オブ・ザ・ナイト： ダスティン・ヘイズレット
各選手にはボーナスとして60,000ドルが支給された。